# Autodeterminação de gênero

Países que reconhecem a autoidentificação de gênero; entidades subnacionais são marcadas apenas para alguns países

Autoidentificação de gênero ou autodeterminação de gênero é o conceito de que o sexo ou gênero legal de uma pessoa é determinado por sua identidade de gênero, sem requisitos médicos ou judiciais. É um dos principais objetivos do movimento pelos direitos dos transgêneros. Seus defensores argumentam que requisitos médicos para reconhecimento de gênero são formas intrusivas e humilhantes de controle que podem pressionar pessoas trans a se submeterem a procedimentos indesejados.
Os proponentes destacam a falta de provas que sugiram resultados adversos em países onde foram implementadas leis de autoidentificação, como a Irlanda, que adotou políticas de autoidentificação em 2015. Os opositores do conceito acreditam que a segurança em espaços como abrigos e prisões para mulheres e a imparcialidade nos esportes competitivos são comprometidas pela autoidentificação de gênero.
Em novembro de 2024, 21 países promulgaram leis que permitem a autoidentificação de gênero sem a necessidade de aprovação judicial ou médica: Argentina, Bélgica, Brasil, Chile, Colômbia, Costa Rica, Dinamarca, Equador, Finlândia, Alemanha, Islândia, Irlanda, Luxemburgo, Malta, Nova Zelândia, Noruega, Paquistão, Portugal, Espanha,  Suíça e Uruguai. Propostas de leis semelhantes geraram controvérsia em algumas nações, especialmente no Reino Unido.
Em países federados como Austrália, Canadá e México, as leis de reconhecimento de gênero geralmente variam internamente. Dentro de uma mesma jurisdição, os procedimentos também podem diferir entre documentos oficiais, como certidões de nascimento e passaportes. Essas leis não abrangem necessariamente todos os aspectos do reconhecimento de gênero em áreas como assistência médica ou acesso a instalações. A autodeterminação do terceiro gênero está disponível na Índia, Nepal, Bangladesh, Colômbia, Argentina, Austrália, Nova Zelândia e alguns estados dos Estados Unidos.

## Posições de organismos internacionais
Em abril de 2015, a Assembleia Parlamentar do Conselho da Europa adotou a Resolução 2048 (2015), na qual “a Assembleia apela aos Estados-Membros para que ... desenvolvam procedimentos rápidos, transparentes e acessíveis, baseados na autodeterminação ... disponíveis para todas as pessoas que os procurem utilizar, independentemente da idade, do estado médico, da situação financeira ou dos antecedentes criminais”.
Também em 2015, o Gabinete do Alto Comissariado das Nações Unidas para os Direitos Humanos declarou que “os requisitos abusivos como condição prévia de reconhecimento — por exemplo, ao exigir... a mudança de género forçada e outros procedimentos médicos” são “uma violação das normas internacionais de direitos humanos”.
Em 2018, Victor Madrigal-Borloz, Perito Independente das Nações Unidas para a proteção contra a violência e a discriminação com base na orientação sexual e na identidade de género, afirmou que "o direito à autodeterminação do próprio gênero é uma parte fundamental da liberdade de uma pessoa e uma pedra angular da sua identidade" e que as obrigações dos Estados incluem "adotar medidas legais como a autodeterminação e garantir que os menores têm acesso ao reconhecimento da sua identidade de género".
Em 2014, a Amnistia Internacional publicou um relatório intitulado O Estado decide quem eu sou: Falta de reconhecimento legal de género para pessoas transgénero na Europa. O relatório criticou os países europeus por leis de reconhecimento legal de gênero que eram baseadas em normas estereotipadas e violavam direitos como o direito à vida privada e familiar, o reconhecimento perante a lei, o mais alto padrão de saúde possível e a liberdade de tratamento cruel, desumano e degradante. A organização defendeu que os indivíduos transgênero deveriam ter acesso ao reconhecimento legal do gênero através de procedimentos rápidos, acessíveis e transparentes que estivessem em consonância com as suas próprias percepções de identidade de gênero.